# 傅君哲
傅君哲（1910年—1966年7月），富察氏，满洲正红旗人，生於北京，中国政治人物，曾从事中国共产党地下工作，后叛变加入军统。傅泾波之妹。

## 生平
傅君哲在北平女子师范大学读书时参加了一二九学生运动。抗战爆发后，赴延安进入陕北公学学习，由燕京大学校友黄华介绍入党。1940年傅君哲和张国栋结婚被派往川东开展地下工作，在丰都县石城中学任教。1941年1月，张国栋被军统逮捕。1942年1月30日，军统逮捕傅君哲，傅君哲在丰都稽查所被关押受刑，她供出党员及张显仪、滕文炎、曾纪常、田亚淑，随后她被送至涪陵，被胥蜀鸣拷问后自首背叛。她出狱后将其子送人，随后与胥蜀鸣同居结婚，并帮助军统反共。最终中共地下党被捕总数达到33人，中共涪陵、丰都、长寿、彭水等县中共组织悉数被破坏。
抗日战争结束后，胥光辅在傅泾波帮助下，引荐给郑介民，调任平津区铁路局警务处副处长，升少将。1949年1月胥光辅调任云南绥靖公署保防处副处长、国防部保密局云南站副站长。1949年12月胥光辅被捕，1951年3月21日被枪决。傅君哲与胥光辅二人生育三个儿子，胥光辅死后她带3个儿子被下放到胥光辅的家乡南充县。